# Landowska (cratère)
Landowska est le nom d'un cratère d'impact présent sur la surface de Vénus. 
Le cratère a ainsi été nommé par l'Union astronomique internationale en 1985 en hommage à la pianiste et claveciniste polonaise Wanda Landowska.  
Son diamètre est de 33 km. Il se situe dans la région du quadrangle de Snegurochka Planitia (quadrangle V-1). 